# Windischeschenbach
Windischeschenbach je město ve vládním obvodě Horní Falc v zemském okrese Neustadt an der Waldnaab v Bavorsku. Žije zde přibližně 5 000 obyvatel. Městem prochází tzv. Porcelánová stezka. 

## Geografie

### Zeměpisná poloha
Město leží západně od soutoku řek Fichtelnaab a Waldnaab. Nejvyšší nadmořskou výškou v městském katastru je vrch Ritzerberg s výškou 552 metrů.

### Sousední obce
Windischeschenbach sousedí s následujícími obcemi od západu: Erbendorf,  Krummennaab, Reuth bei Erbendorf, Falkenberg, Plößberg, Püchersreuth a Kirchendemenreuth. Kromě obcí Püchersreuth a Kirchendemenreuth jsou všechny sousední obce součástí zemského okresu Tirschenreuth. 
| Růžice kompasu | Krummennaab | Reuth bei Erbendorf | Falkenberg (Horní Falc) | Růžice kompasu |
| Růžice kompasu | Erbendorf   | Sever               | Plössberg               | Růžice kompasu |
| Růžice kompasu | Erbendorf   | Windischeschenbach  | Plössberg               | Růžice kompasu |
| Růžice kompasu | Erbendorf   | Jih                 | Plössberg               | Růžice kompasu |
| Růžice kompasu |             | Kirchendemenreuth   | Püchersreuth            | Růžice kompasu |

### Místní části
Město Windischeschenbach má 20 místních částí: 
- Bach
- Berg
- Bernstein
- Dietersdorf
- Dornmühle
- Gerbersdorf
- Gleißenthal

- Harleshof
- Johannisthal
- Lindenhof
- Naabdemenreuth
- Neuhaus
- Nottersdorf
- Oberbaumühle

- Ödwalpersreuth
- Pleisdorf
- Schweinmühle
- Tannenlohe
- Wiesenthal
- Windischeschenbach

## Historie
Kolem roku 950 založili mniši z kláštera svatého Jimrama v Řezně misi Windischeschenbach. Roku 1605 bylo místo povýšeno na trh. Město bylo rozděleno potokem Eschenbach, přičemž část města na pravém břehu podléhala vévodství Sulzbach a patří tedy k Bavorsku od roku 1777 a větší část města – nalevo od Eschenbachu náležela k Waldsassenskému klášteru.  Od roku 1803 patřilo celé město k Bavorskému království. Administrativními reformami v Bavorsku vznikla nařízením z roku 1818 obec v současné podobě.
V roce 1952, při příležitosti 1000. výročí místa a farnosti, byla obec povýšena na město. 22. září 1987 byla ve Windischeschenbachu spuštěn projekt hlubokého výzkumného vrtu (KTB), jež se do roku 1995 zavrtal více než 9 kilometrů do zemské kůry.

## Pamětihodnosti
Windischeschenbach je „bránou do údolí řeky Waldnaab“, nabízí rekreační oblasti pro pěší turistiku a cyklistiku. Muzeum Waldnaabskho údolí na hradě Neuhaus připomíná regionální kulturu a životní styl.
- Hrad Neuhaus s 23 metrů vysokou vyhlídkovou věží Butterfastturm
- Katolický kostel svatého Jimrama
- Evengelický Luteránský Kristův kostel
- Přírodní park Naturschutzgebiet Waldnaabtal